# Металургійний комбінат в Таранто
40°30′35.5″ пн. ш. 17°12′13.01″ сх. д. / 40.509861° пн. ш. 17.2036139° сх. д.
Металургійний комбінат у Таранто — металургійний комбінат в Італії, у місті Таранто. Найбільший металургійний комбінат країни з 1960-х років. Побудований між 1960 і 1965 роками.

## Історія
Металургійний комбінат у Таранто введений в дію в середині 1960-х років, незабаром випередив металургійний комбінат у Корнільяно за виробництвом сталі, посівши перше місце поміж металургійних підприємств Італії.
1979 року на комбінаті було вироблено 7,5 млн т. сталі — значно більше ніж на інших трьох найбільших металургійних комбінатах країни — у містах Пйомбіно (1,4 млн т), Баньйолі (1,1 млн т.), Корнільяно (0,9 млн т.). 1980 року на комбінаті працювало 21000 осіб, виплавлено 10,5 млн т (в цілому в Італії — 26,7 млн т).